# Завада (Бохенський повіт)
Завада (пол. Zawada) — село в Польщі, у гміні Бохня Бохенського повіту Малопольського воєводства.
Населення — 322 особи (2011).
У 1975-1998 роках село належало до Тарновського воєводства.

## Демографія
Демографічна структура станом на 31 березня 2011 року:
|          | Загалом | Допрацездатний вік | Працездатний вік | Постпрацездатний вік |
| -------- | ------- | ------------------ | ---------------- | -------------------- |
| Чоловіки | 160     | 43                 | 106              | 11                   |
| Жінки    | 162     | 40                 | 95               | 27                   |
| Разом    | 322     | 83                 | 201              | 38                   |